# Andreu Rei d'Artieda
Andreu Rei d'Artieda (més conegut en castellà com Andrés Rey de Artieda) (València, 1549 - València, 16 de novembre de 1613) va ser un militar, advocat, poeta i dramaturg valencià.

## Biografia
Era fill d'un notari aragonès, Joan Rei d'Artieda, natural de Tauste, que havia arribat a València l'any 1543 i s'hi havia aveïnat el 1548. Francesc Martí Grajales n'indica com a any de naixement el 1544 i Merimée i Juliá, per contra, el 1549. Va ser un poeta tan precoç que als catorze anys ja va merèixer els elogis de Gaspar Gil Polo al Canto del Túria. Batxiller en Arts, el 22 d'octubre del 1563, va començar a estudiar dret a les universitats de Lleida i Tolosa de Llenguadoc entre 1565 i 1566, però va abandonar els llibres per servir amb les armes a Felip II i Felip III. Amb el grau de capità d'infanteria va servir més de trenta anys lluitant a Lepant (1571), on va rebre tres ferides; Navarino, Mequinensa i Flandes. Moratín als seus Orígens del teatre espanyol, afirma que en una ocasió Rei d'Artieda va passar nadant l'Elba amb l'espasa a la boca a la vista de l'exèrcit enemic. També va participar en el socors de Xipre.
Finalment, el 6 d'octubre de 1574 va obtenir el grau de Batxiller en Lleis a València. Aquest mateix any es va casar a València amb Catalina Monave, de la qual va tenir 
quatre fills, Miquel, Andreu, Teodora i Andrea. A finals de 1585 va aconseguir el grau de doctor en cascun dret, és a dir, en ambdós drets, civil i canònic. En la seua Epístola al marqués de Cuéllar indica que va passar una temporada a Barcelona, on en la seua Universitat va ser professor d'Astrologia. Va pertànyer a la valenciana Acadèmia dels Nocturns, congregada al voltant del noble Bernat Català de Valleriola entre 1591 i 1594, amb el nom poètic de Centinela (Sentinella); l'Ajuntament de la Ciutat de València li va encarregar sovint versos commemoratius per a diversos actes i festivitats. Les seues obres van ser elogiades per Lupercio Leonardo de Argensola, Lope de Vega al Laurel de Apolo i per Miguel de Cervantes a La Galatea (llibre IV) i El viaje al Parnaso.

## Obres
Va reunir les seues obres poètiques en l'obra Discursos, epístolas y epigramas de Artemidoro (Saragossa, 1605), on es declara admirador d'Horaci i Ludovico Ariosto; l'obra es divideix en quatre seccions, "Libro de la vanidad del mundo","Tratado de cartas misivas", "Libro de sonetos" i "Obra espiritual". Destaquen els sonets, com el famós Como a su parecer la bruja vuela .... S'han perdut les seues Octavas a la venida de la Majestad del Rey don Felipe nuestro señor a la insigne ciudad de Valencia, impreses en aquest mateix any de 1568. Altres col·laboracions poètiques seues es troben a El Prado de Valencia de Gaspar Mercader (1606), la Vida y obras maravillosas de Nicolás Factor de Cristóbal Moreno (1586); la Historia de las grandezas y cosas maravillosas de las provincias orientales de Martín de Bolea y Castro (1601), Los misterios del Rosario de Francisco de Segura (Saragossa, 1602), El solitario poeta del llicenciat Alonso de la Sierra (Saragossa, 1605), La hija de la Celestina d'Alonso Jerónimo de Salas Barbadillo (Saragossa, 1612) i als manuscrits 3-795-97 de la Biblioteca Nacional i al Còdex Ricardià 3.358, a banda de a les Actes de l'Acadèmia dels Nocturns. Les seues obres dramàtiques s'han perdut, llevat de la tragèdia en quatre actes, amb un interessant pròleg, Los amantes (València: Viuda de Pedro de Huete, 1581), primera d'una llarga sèrie d'obres dramàtiques (Tirso de Molina, Juan Pérez de Montalbán i Juan Eugenio Hartzenbusch) que van tractar el tema dels els Amants de Terol (Los Amantes de Teruel). Se li atribueixen altres obres que han desaparegut, i de les quals només es coneixen els títols: Los encantos de Merlín, atribuïda per Agustín de Rojas a El viaje entretenido; El príncipe constante i Amadís de Gaula.